# Shawn Lane
Shawn Lane (født 21. marts 1963 i Memphis, Tennessee, USA - død 26. september 2003) var en amerikansk guitarist, pianist og komponist.
Lane startede med at studere både klaver og guitar som ung, og spillede guitar med forskellige grupper lokalt, men blev for alvor grebet af guitaren da han hørte Allan Holdsworth med gruppen UK. Han begyndte at øve intenst, og begyndte at udvikle sin egen stil på den elektriske guitar, med en enorm hurtighed og vel nærmest en pianistisk tilgang til instrumentet. Han spilllede stadig klaver, og havde her også en virtuos teknik, inspireret af store historiske pianister som Franz Liszt, Art Tatum og Georges Cziffra. Lane spillede også som session musiker med feks. Ringo Starr, Willie Nelson, Kris Kristoffersen, Waylon Jennings, Johnny Cash og Jonas Hellborg. Han led af Psoriasis hele sit liv, og fik med alderen også gigt som gjorde hans led stive. Han måtte pausere i perioder, grundet dette, som bevirkede at han havde svært ved at spille, og steg i vægt som forværrede situationen. I (2003) fik han vejrtræknings problemer, som følge af gigten, som havde påvirket hans lunger og bevirkede at han måtte bærer iltmaske, indtil han døde af følgerne d. 26. september samme år 40 år gammel. Lane nåede at lave fire indspilninger i sit eget navn som slår hans unikke guitar stil fast som en stilskaber i fusionsmusikken.

## Solo Indspilninger
- "West Side Boogie" (1992)
- Powers of Ten (1992)
- The Tri-Tone Fascination (1999)
- Powers of Ten; Live! (2001)

## Instruktions Video
- Shawn Lane – Power Licks (1993) (VHS)
- Shawn Lane – Power Solos (1993), (VHS)
- Shawn Lane – Power Licks & Solos (1995)

## Udvalgt Diskografi som Sideman
- Abstract Logic (1995) - med Jonas Hellborg
- Two Doors - med Jonas Hellborg & Michael Shrieve (1995)
- Temporal Analogues of Paradise (1996) - med Jonas Hellborg
- Time Is the Enemy (1997) - med Jonas Hellborg
- Zenhouse (1999) - med Jonas Hellborg
- Good People in Times of Evil (2000) - med Jonas Hellborg
- Personae (2002) - med Jonas Hellborg
- Icon: A Transcontinental Gathering (2003)
- Centrifugal Funk (1991) med Frank Gambale & Brett Garsed

## Eksterne Henvisninger
- Homepage Arkiveret 24. februar 2021 hos  Wayback Machine